# Hamburgi repülőtér
A Hamburgi repülőtér (németül Flughafen Hamburg) (IATA: HAM, ICAO: EDDH) Hamburg város nemzetközi repülőtere, Németország ötödik legnagyobb ilyen jellegű létesítménye. A ma is üzemelő németországi repülőterek között a legrégebbi.

## Fekvése
A városközponttól mintegy 8 km-re északra található.

## Története
A repülőtér 1912-ben nyílt meg egy 45 hektáros területen. Ekkor kizárólag léghajók használták, majd 1913-ban kibővítették és ettől kezdve az északi részt csak léghajók a délit pedig repülőgépek használhatták. Az első világháború utáni szankciók komoly károkat okoztak. A versailles-i békeszerződés korlátozásai voltak érvényben.
1945 után a brit megszálló erők használták, majd komoly szerepet játszott a berlini légihíd fenntartásában. A Lufthansa innen üzemeltette járatait egészen 1955-ig, amikor áttette székhelyét a Frankfurti repülőtérre, de a társaság technikai bázisa a mai napig itt található.
1985. április 29-e jelentős mérföldkő volt a repülőtér életében. Ekkor indított a  Pan Am naponta egy járatot a  New York, John F. Kennedy nemzetközi repülőtérre Boeing 747-essel.
A 60-as évektől tervezték a repülőtér áthelyezését (főleg a sűrűn lakott terület és a zajterhelés miatt) de ez nem történt meg.
Jelenleg két terminál szolgálja ki az utasokat.

## Megközelíthetőség
A városközpontból az S-Bahnnal ( S1-vonal) lehet megközelíteni, ami 10 percenként közlekedik. Menetidő 25 perc. Természetesen több buszjárat is összeköti a centrummal.

## Légitársaságok, célállomások

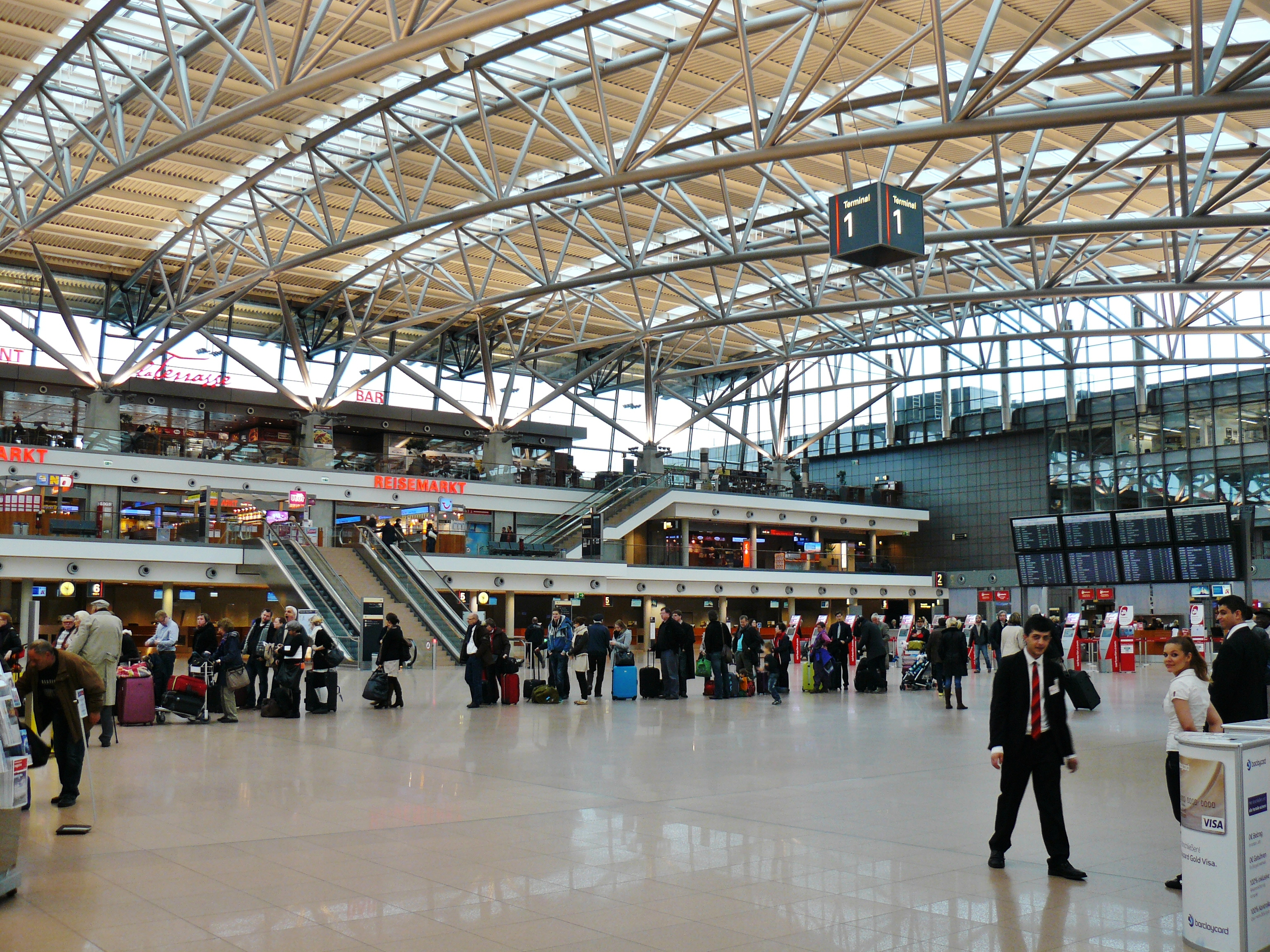
Terminál

A nemzetközi repülőtér kb. 60 légitársaságot szolgál ki és mintegy 125 helyre indít járatot.
Közel 13 millió utas fordult meg a repülőtéren 2007-ben, ez több mint 173 500 le- és  felszállást jelent. A két egymást keresztező futópálya óránként akár 48 repülőgép mozgását is lehetővé teszi.

## Forgalom

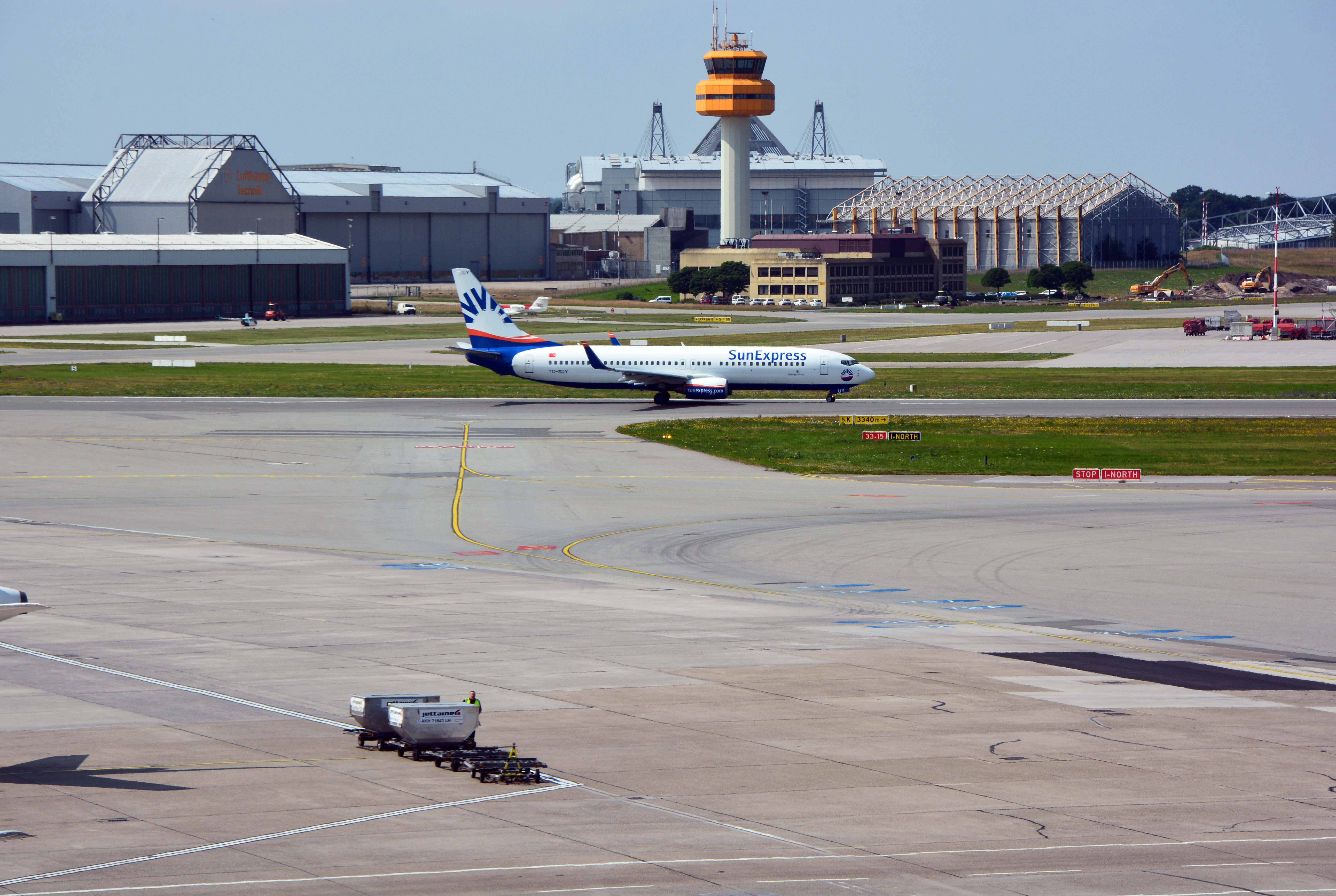
A torony

Az utasforgalom az elmúlt években az alábbi módon változott:
| Utasok száma | 6 484 492 | 7 693 436 | 9 126 178 | 9 490 432 | 10 676 016 | 12 838 350 | 13 697 402 | 15 610 072 | 17 308 773 | 11 091 797 |
|              | 1991      | 1994      | 1998      | 2001      | 2005       | 2008       | 2012       | 2015       | 2019       | 2022       |

## Légitársaságok és úticélok
| Légitársaság                  | Célállomások |
| ----------------------------- | --- |
| Aegean Airlines               | Athens Szezonális charter: Heraklion |
| Aer Lingus                    | Dublin |
| Aeroflot                      | Moscow–Sheremetyevo |
| airBaltic                     | Riga |
| Air France                    | Párizs–Charles de Gaulle |
| Air France Hop                | Nantes |
| Austrian Airlines             | Bécs |
| British Airways               | London–Heathrow |
| Brüsszel Airlines             | Brussels |
| Bulgarian Air Charter         | Szezonális: Burgas, Varna |
| Condor                        | Antalya, Fuerteventura, Gran Canaria, Hurghada, Lanzarote, Palma de Mallorca, Tenerife–South Szezonális: Corfu, Funchal, Heraklion, Jerez de la Frontera, Kalamata, Kos, Preveza/Lefkada, Rhodes, Zakynthos |
| Corendon Airlines             | Szezonális: Antalya, Fuerteventura, Heraklion, İzmir, Rhodes |
| Czech Airlines                | Gothenburg, Prága |
| easyJet                       | Basel/Mulhouse, Edinburgh, Genf, London–Gatwick, Manchester, Venice Szezonális: Bordeaux, Nizza, Salzburg |
| Emirates                      | Dubai–International |
| Eurowings                     | Amszterdam, Barcelona, Budapest, Catania, Köln/Bonn, Düsseldorf, Fuerteventura, Gothenburg, Lanzarote, Larnaca, London–Heathrow, Milan–Malpensa, München, Nizza, Nuremberg, Oslo–Gardermoen, Palma de Mallorca, Párizs–Charles de Gaulle, Rome–Fiumicino, Salzburg, Stockholm–Arlanda, Stuttgart, Thessaloniki, Valencia, Venice, Bécs, Zürich Szezonális: Adana, Antalya, Bari, Bastia, Bodrum, Corfu, Dubrovnik, Faro, Gran Canaria, Heraklion, Ibiza, Innsbruck, Jerez de la Frontera, Kos, La Palma, Málaga, Marrakesh, Marsa Alam, Monastir, Naples, Olbia, Prága, Reykjavik–Keflavík, Rhodes, Rijeka, Split, Tenerife–South, Varna, Zadar, Zágráb |
| Finnair                       | Helsinki |
| FlyEgypt                      | Szezonális charter: Hurghada, Marsa Alam, Sharm El Sheikh |
| Freebird Airlines             | Szezonális: Antalya |
| Holiday Europe                | Szezonális charter: Hurghada, Marsa Alam, Sharm El Sheikh |
| Iberia                        | Madrid |
| Icelandair                    | Reykjavik–Keflavík |
| Iran Air                      | Tehran–Imam Khomeini |
| ITA Airways                   | Milánó−Linate |
| KLM                           | Amszterdam |
| LOT                           | Varsó–Chopin |
| Lufthansa                     | Frankfurt, München |
| Luxair                        | Luxembourg, Saarbrücken |
| Norwegian                     | Alicante, Koppenhága, Gran Canaria, Málaga, Oslo–Gardermoen, Tenerife–South |
| Nouvelair                     | Charter: Djerba, Enfidha |
| Pegasus Airlines              | Ankara, Istanbul–Sabiha Gökçen, İzmir Szezonális: Antalya |
| Qeshm Air                     | Tabriz, Tehran–Imam Khomeini |
| Rhein-Neckar Air              | Mannheim |
| Rossiya Airlines              | Saint Petersburg |
| Ryanair                       | Alicante, Barcelona, Bergamo, Dublin, Edinburgh, London–Stansted, Málaga, Palma de Mallorca Szezonális: Gdańsk, Porto, Szófia, Valencia |
| Scandinavian Airlines         | Koppenhága, Oslo–Gardermoen, Stockholm–Arlanda Szezonális: Bergen |
| SunExpress                    | Antalya, İzmir Szezonális: Adana |
| Swiss International Air Lines | Zürich |
| Sylt Air                      | Szezonális: Sylt |
| Tailwind Airlines             | Szezonális charter: Bodrum |
| TAP Air Portugal              | Lisszabon |
| TAROM                         | Bucharest |
| TUI fly Deutschland           | Fuerteventura, Gran Canaria, Hurghada, Tenerife–South Szezonális: Funchal, Heraklion, Kos, Menorca, Rhodes |
| Tunisair                      | Monastir Szezonális: Djerba |
| Turkish Airlines              | Istanbul Szezonális: Adana, Ankara, Antalya, Gaziantep, İzmir, Kayseri, Samsun |
| Vueling                       | Barcelona |
| Widerøe                       | Bergen |
| Wizz Air                      | Belgrád, Bucharest, Chișinău, Gdańsk, Kyiv–Zhuliany, Lviv, Riga, Szkopje, Tirana, Varna, Vilnius |

## Balesetek, események

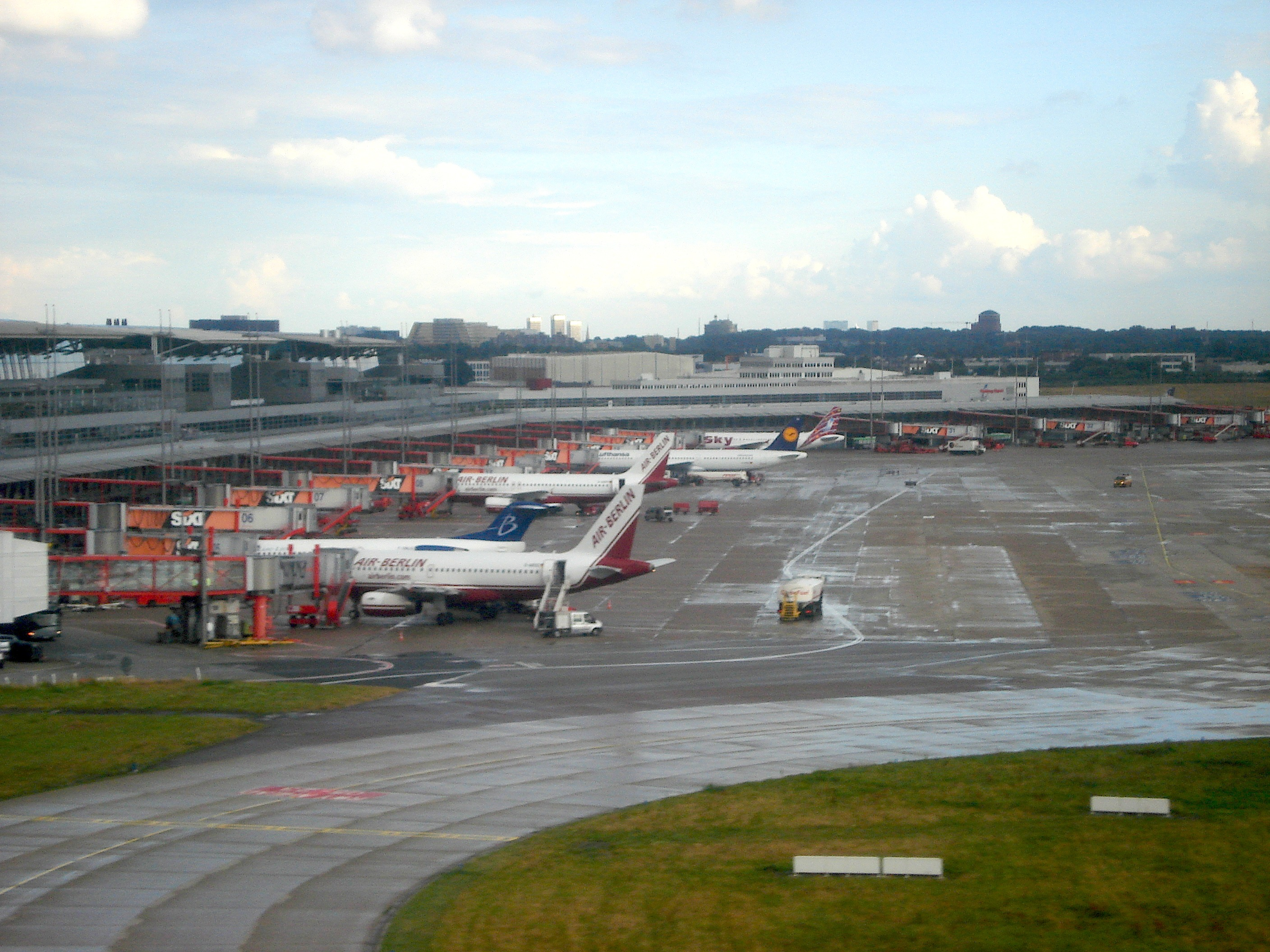
Repülőgépek az 1-es és 2-es terminálon

- 1999. október 19. Az EgyptAir 838  Isztambul–Kairó járatát (Boeing 737-566  SU-GBI) Hamburgba térítették.[28]
- 1961. július 27.Az Air France 272  Párizs–Hamburg–Anchorage–Tokió járata  (Boeing 707-328 F-BHSA) megszakította a felszállást és lesodródott a futópályáról. A balesetben tízen sérültek meg.[29]